# ISO 3166-2:GW
Die Liste der ISO-3166-2-Codes für  Guinea-Bissau enthält die Codes für die drei Provinzen, acht Regionen und einen autonomen Sektor.

Die Codes bestehen aus zwei Teilen, die durch einen Bindestrich voneinander getrennt sind. Der erste Teil gibt den Landescode gemäß ISO 3166-1 (für  Guinea-Bissau GW), der zweite den Code für die Provinz, Region oder den Sektor wieder.
Die aktuellen Codes stehen auf der Seite der ISO unter #iso:code:3166:GW zur Verfügung.

Die Regionen und der autonome Sektor Bissau erhielten zweistellige Buchstabenkombinationen von BA bis TO, die Provinzen einen einzelnen Buchstaben.

## Codes

### Provinzen

Regionen von Guinea-Bissau

| Region/Sektor | Code |
| ------------- | ---- |
| Leste         | GW-L |
| Norte         | GW-N |
| Sul           | GW-S |

### Regionen und Sektoren
| Region/Sektor | Provinz | Code  |
| ------------- | ------- | ----- |
| Bafatá        | L       | GW-BA |
| Biombo        | N       | GW-BM |
| Bissau 1      | –       | GW-BS |
| Bolama        | S       | GW-BL |
| Cacheu        | N       | GW-CA |
| Gabú          | L       | GW-GA |
| Oio           | N       | GW-OI |
| Quinara       | S       | GW-QU |
| Tombali       | S       | GW-TO |

1 autonomer Sektor